# Abadjin-Kouté
Abadjin-Kouté est un village dans le Sud de la Côte d'Ivoire dans la commune de Songon,. 